# Повіт Есасі
Пові́т Еса́сі (яп. 枝幸郡, えさしぐん, МФА: [esaɕi guɴ]) — повіт в Японії, в окрузі Соя префектури Хоккайдо. 